# Ayron
Ayron – miejscowość i gmina we Francji, w regionie Nowa Akwitania, w departamencie Vienne.
Według danych na rok 1990 gminę zamieszkiwało 899 osób, a gęstość zaludnienia wynosiła 32 osób/km² (wśród 1467 gmin regionu Poitou-Charentes Ayron plasuje się na 345. miejscu pod względem liczby ludności, natomiast pod względem powierzchni na miejscu 199.).